# Amblyjoppa annulitarsis
Amblyjoppa annulitarsis är en stekelart som först beskrevs av Cameron 1902.  Amblyjoppa annulitarsis ingår i släktet Amblyjoppa och familjen brokparasitsteklar. Utöver nominatformen finns också underarten A. a. horishana.